# デフェンソール・スポルティング
デフェンソール・スポルティング・クラブ（スペイン語: Defensor Sporting Club）はウルグアイの首都モンテビデオを本拠地とするスポーツクラブである。この記事では、主にデフェンソール・スポルティングのサッカーチームについて説明する。

## 概要
クラブ創設は1913年。ラプラタ川沿岸の高級エリアであるモンテビデオのプンタ・カレータス（Punta Carretas）地区を本拠地としている。
ペニャロールとナシオナルの2強体制が続くウルグアイリーグにおいて、近年はダヌービオと並んで3番手のクラブと見なされている。ダヌービオとの対戦はクラシコ・デ・ロス・メディアーノス（Clásico de los Medianos）と呼ばれている。
2019シーズン終了時点で、プリメーラ・ディビシオン優勝回数は4回で、ペニャロール、ナシオナルに次いで3位タイである。プリメーラ・ディビシオン在籍年数はナシオナル、ペニャロール、ワンダラーズに次いで4番目に長い。
コパ・リベルタドーレスには16回出場しており、最高位は2014年のベスト4である。

## 歴史
1913年3月15日にデフェンソール・フットボール・クラブ（Defensor Football Club）として創設。その後、一度は解散するが、1922年にクラブ・アトレティコ・デフェンソール（Club Atlético Defensor）として再結成した。1989年、バスケットボールを主体とするスポルティング・クラブ・ウルグアイ（Sporting Club Uruguay）と合併して、現在のデフェンソール・スポルティング・クラブ（Defensor Sporting Club）となった。
1913シーズンにディビシオナル・エクストラA（3部）に参加。翌1914シーズンにセグンダ・ディビシオンに昇格、さらに翌1915シーズンにはプリメーラ・ディビシオンに昇格を果たした。1915シーズンは、10クラブ中4位というまずまずの成績を残した。しかし2年後の1917シーズンを最下位で終え、セグンダ・ディビシオンへの降格が決まると、デフェンソールFCはクラブを解散した。
1922年末、ペニャロールとセントラル（現在のセントラル・エスパニョール）がウルグアイサッカー協会（AUF）を脱退してウルグアイサッカー連盟（FUF）を設立した。これを機に、CAデフェンソールとして再結成して1923シーズンからFUF主催の国内リーグに参加した。その後、AUFとFUFの再統合を経て再開された1927シーズンから、デフェンソールとしては10年ぶりにAUF主催の国内リーグに復帰した。
1927シーズン以降、2部で過ごした1950シーズン・1965シーズン・2021シーズンを除いて、常に1部リーグに在籍している。
1976シーズンには、守備的な戦術を採用したリカルド・デ・レオン監督の下でリーグ初優勝を飾り、1932年にプロリーグ化されて以降、初めてペニャロールとナシオナル以外の優勝クラブとなった。翌1977年にはコパ・リベルタドーレスに初出場を果たした。
その後も、1987シーズン、1991シーズン、2007-08シーズンとプリメーラ・ディビシオンを制している。2007年9月には、国際サッカー歴史統計連盟（IFFHS）によって世界月間最優秀クラブに選出された。
2014年のコパ・リベルタドーレスでは過去最高のベスト4に進出した。5ゴールを決めて得点王になったデフェンソールのニコラス・オリベラが大会MVPも獲得した。
2022年、1回目の開催となったコパ・AUF・ウルグアイでは初代王者に輝いた。

## スタジアム
モンテビデオのロド公園に所在するエスタディオ・ルイス・フランシーニ（Estadio Luis Franzini）をホームスタジアムとしている。ルイス・フランシーニは、30年以上にわたりクラブの会長を務めた人物の名前である。
スタジアムは1963年にオープン。1998年に改築された。16,000人収容。クラブが自ら所有している。
コパ・リベルタドーレスやコパ・スダメリカーナなどの国際大会では、デフェンソール以外のクラブが使用することもある。2015年のコパ・リベルタドーレスではダヌービオ対コリンチャンス、ダヌービオ対サンパウロの2試合が行われている。

## 下部組織
デフェンソールの下部組織は優れた選手を多く輩出している。後にウルグアイ代表やヨーロッパ5大リーグで活躍した選手も多い。
ホルヘ・ダ・シルバ、セルヒオ・マルティネス、セバスティアン・アブレウ、アンドレス・フレウリキン、マルセロ・テヘラ、ダリオ・シルバ、ゴンサロ・バルガス、ディエゴ・ペレス、ニコラス・オリベラ、マルティン・カセレス、マクシ・ペレイラ、アルバロ・ゴンサレス、タバレ・ビウデスなどが、デフェンソールの下部組織からトップチームを経て海外の有力クラブに移籍している。

## ユニフォーム
ホームカラー
| 1913-1914 | 1915-2007 | 1922-1925 | 1960-80年代 · 1993 | 2014-2015 | 2007-現在 |

アウェイカラー
| 1989 | 2001 | 2009 | 2010-現在 |

## タイトル

### 国内タイトル
- プリメーラ・ディビシオン（1900-）：4回
  - 1976, 1987, 1991, 2007-08

- セグンダ・ディビシオン（1903-）：2回
  - 1950, 1965

- コパ・AUF・ウルグアイ : 1回
  - 2022

### 国際タイトル
なし

## 歴代監督
- リカルド・デ・レオン
- グレゴリオ・ペレス 1983−1984
- フアン・アウチャイン 1996
- エドゥアルド・アセベド 1998, 2016-
- ホルヘ・ダ・シルバ 2005−2009
- パブロ・レペット 2010-2011
- グスタボ・ディアス 2011−2012
- タバレ・シルバ 2012−2013

## 歴代所属選手

### DF
- エドゥアルド・アセベド 1979-1986
- フェルナンド・ピクン 1999
- ゴンサロ・ソロンド 1998-2001, 2007

- マクシ・ペレイラ 2002-2007
- マルティン・カセレス 2006-2007

### MF
- ルイス・クビジャ 1976
- マルセロ・テヘラ 1989-1992

- アルバロ・ゴンサレス 2003-2007
- タバレ・ビウデス 2007-2008

### FW
- バレー 1998-1999
- セルヒオ・マルティネス 1986-1990
- 松原良香 2002
- ホセ・マヌエル・モレノ 1952
- ニコラス・オリベラ 1996-1997, 2004, 2005-2006, 2011-2016
- エルミニオ・マサントニオ 1943

- セバスティアン・アブレウ 1996
- ホルヘ・ダ・シルバ 1980-1982, 1995-1997
- ゴンサロ・バルガス 2001-2004
- フェデリコ・マガリャネス 2001
- ベト・アコスタ 1994-1996
- マルセロ・リパティン 1999

## サッカー以外の競技
デフェンソール・スポルティングは、サッカー以外にもバスケットボール、陸上競技などの競技チームを保有している。特にバスケットボールチームは国内外の大会で大きな成功を収めている。

### バスケットボール
デフェンソール・スポルティングの前身の1つであるスポルティング・クルブ・ウルグアイのバスケットボールチーム（Sporting Club Uruguay、1912年設置）を引き継いでいる。創設以来、現在に至るまで同国を代表する強豪クラブである。国内リーグのトップカテゴリーであるリーガ・ウルグアージャ・デ・バスケトボル（Liga Uruguaya de Básquetbol、2003年創設）に所属。
古くからの強豪で、リーガ・ウルグアージャの前身のカンペオナート・フェデラル（Campeonato Federal、1915年-2003年）時代には、最多となる18回の優勝を遂げた。
国際大会でも活躍しており、南米クラブ選手権（Campeonato Sudamericano de Clubes Campeones）で2回、リオプラテンセ選手権（Campeonato Rioplatense）で5回の優勝を記録している。
- 国内タイトル
  - カンペオナート・フェデラル：18回
    - 1918, 1922, 1924, 1926, 1927, 1930, 1932, 1933, 1934, 1936, 1938, 1949, 1950, 1951, 1955, 1980, 1985, 2003

  - リーガ・ウルグアージャ・デ・バスケトボル：2回
    - 2003, 2009-10
- 国際タイトル
  - 南米クラブ選手権：2回
    - 1956, 1958

  - リオプラテンセ選手権：5回
    - 1924, 1926, 1930, 1932, 1934

### 陸上競技
デフェンソール・スポルティングの前身の1つであるスポルティング・クルブ・ウルグアイの陸上競技チームを引き継いでいる。
1910年に9月14日にクルブ・ペデストレ・イ・アトレティコ・デル・ウルグアイ（Club Pedestre y Atlético del Uruguay）として創設。1912年のバスケットボールチームの設置に伴いスポルティング・クルブ・ウルグアイに改称した。